# Лайза Минели
Лайза Минели (на английски: Liza Minnelli) е американска актриса и певица. 
Тя е сред малкото артисти печелили всичките четири най-престижни награди „Оскар“ (за кино), „Еми“ (за телевизия), „Грами“ (за музика) и „Тони“ (за театър). От 1991 г. има звезда на Холивудската алея на славата.

## Биография
Родена е на 12 март 1946 г. в Лос Анджелис, Калифорния. Дъщеря е на световноизвестната актриса Джуди Гарланд, изиграла Дороти в „Магьосникът от Оз“ през 1939 г., и режисьора Винсънт Минели. Основно е била отгледана в студията на MGM, докато родителите ѝ прекарват почти цялото си време там, и прави дебюта си на тригодишна възраст, във филма „In the Good Old Summertime“. Родителите ѝ се развеждат през 1951 г., а през 1952 г. майка ѝ се омъжва за Сидни Луфт.

## Кариера
На шестнадесетгодишна възраст Лайза заживява сама в Ню Йорк, в борбата си за своя собствена кариера в шоубизнеса. Първото ѝ признание идва за ролята ѝ в театралната продукция „Best Foot Forward“ през 1963 г. Година по-късно Джуди Гарланд кани Лайза да участва заедно с нея в представление на „London Paladium“. Шоуто жъне успех мигновено и на второто представление Лайза бива включена за постоянно. Представянето на Лайза в Лондон се превръща в повратна точка в кариерите и в отношенията на майка и дъщеря. Публиката всеотдайно се влюбва в Лайза и Джуди Гарланд, съзнавайки, че Лайза е вече възрастна, със своя собствена кариера. По време на това шоу Лайза се запознава с първия си съпруг, Питър Алън, приятел на Джуди.
Лайза печели наградата Тони на 19-годишна възраст и бива номинирана за наградата Оскар, на 23-годишна възраст, за ролята си на Пуки Адамс, във филма „The Sterile Cuckoo“. Тя печели „Оскар“, за ролята си на Сали Боус, във филма „Кабаре“. 70-те години на 20. век са много ангажиращи за Лайза. Постоянно се снима във филми, участва в представления и музикални изяви. Тя и нейният добър приятел на име Халстън са редовни посетители на „Студио 54“ – най-известния диско клуб в света. Браковете ѝ с продуцента Джак Хейли-младши и Марк Жиро, известен скулптор, завършват с развод.

## Избрана филмография
| година | филм             | оригинално заглавие | роля       | режисьор        |
| ------ | ---------------- | ------------------- | ---------- | --------------- |
| 1972   | Кабаре           | Cabaret             | Сали Боулз | Боб Фоси        |
| 1977   | Ню Йорк, Ню Йорк | New York, New York  | Франсина   | Мартин Скорсезе |

### на английски
- Freedland, Michael (2003). Liza, with a 'Z': The Traumas and Triumphs of Liza Minnelli. Pavilion Books, 270 pages, ill. ISBN 978-1-8610-5681-8
- Leigh, Wendy (1993). Liza: Born a Star. ‎Dutton, 304 pages. ISBN 978-0-5259-3515-5
- Mair, George (1996). Under the Rainbow: The Real Liza Minnelli. Carol Publishing, 248 pages, ill. ISBN 978-1-5597-2312-1
- Schechter, Scott (2004). The Liza Minnelli Scrapbook. Kensington Books/Citadel Press, 227 pages. ISBN 978-0-8065-2611-9
- Spada, James (1983). Judy and Liza. Doubleday & Co., 232 pages. ISBN 978-0-2839-8993-3

### на руски
- Мейр Дж. Лайза Миннелли. История жизни / Пер. с англ. А. Бушуева, Т. Бушуевой; художник А. Барило. — Смоленск: Русич, 1997. — 400 с., илл. — (Женщина-миф). — ISBN 5-88590-817-6